# Szczuczyn
Szczuczyn là một thị trấn thuộc huyện Grajewski, tỉnh Podlaskie ở đông-bắc Ba Lan. Thị trấn có diện tích 13 km². Đến ngày 1 tháng 1 năm 2011, dân số của thị trấn là 3496 người và mật độ 264 người/km².